# Élections au Parlement des Canaries de 1999
 (novembre 2020).
Les élections au Parlement des Canaries de 1999 (en espagnol : Elecciones al Parlamento de Canarias de 1995) ont eu lieu le 13 juin 1999 dans les Îles Canaries afin d'élire les 60 députés du Parlement. Ces élections se sont tenues en même temps que les Elections européennes.

## Résultats

### Scores
| Partis                            | Partis                                   | Voix      | %     | Sièges | +/-           |
| --------------------------------- | ---------------------------------------- | --------- | ----- | ------ | ------------- |
|                                   | Coalition canarienne (CC)                | 306 658   | 36,93 | 24     | 3             |
|                                   | Parti populaire (PP)                     | 225 316   | 27,13 | 15     | 3             |
|                                   | Parti socialiste ouvrier espagnol (PSOE) | 199 503   | 24,03 | 19     | 3             |
|                                   | Fédération nationaliste canarienne (FNC) | 39 947    | 4,81  | 0      | 4             |
|                                   | Gauche unie (IUC)                        | 22 768    | 2,74  | 0      | en stagnation |
|                                   | Autres                                   | 23 602    | 2,84  | 2      |               |
|                                   | Votes blancs                             | 12 558    | 1,51  |        |               |
|                                   |                                          |           |       |        |               |
| Votes valides                     | Votes valides                            | 830 352   | 99,42 |        |               |
| Votes nuls                        | Votes nuls                               | 4 829     | 0,58  |        |               |
| Total                             | Total                                    | 835 181   | 100   | 60     | en stagnation |
| Abstentions                       | Abstentions                              | 495 929   | 37,26 |        |               |
| Nombre d'inscrits / participation | Nombre d'inscrits / participation        | 1 331 110 | 62,74 |        |               |